# West Eighth Street – New York Aquarium
West Eighth Street – New York Aquarium – stacja metra nowojorskiego, na linii F i Q. Znajduje się w dzielnicy Brooklyn, w Nowym Jorku i zlokalizowana jest pomiędzy stacjami Ocean Parkway], Neptune Avenue i Coney Island – Stillwell Avenue. Została otwarta w 19 maja 1919.